# Perforatella
Perforatella (лат.) — род наземных стебельчатоглазых брюхоногих моллюсков из семейства гигромиид (Hygromiidae).
Обитают в северо-восточной Европе, на Кавказе и в Сибири.
У представителей этого рода улиток (как и многих других) во время спаривания в тело партнёра проникают особые известковые тельца, т. н. «любовные стрелы».

## Виды
На декабрь 2023 известно 2 современных и 1 ископаемый вид:
- Perforatella bidentata (Gmelin, 1791)
- Perforatella dibotrion (Bielz, 1860)
- † Perforatella schileykoi Prisyazhnyuk, 1974